# Pokatye
Pokatye är en kulle i Antarktis. Den ligger i Östantarktis. Australien gör anspråk på området. Toppen på Pokatye är 112 meter över havet.
Terrängen runt Pokatye är platt åt nordväst, men åt sydost är den kuperad. Trakten är obefolkad. Det finns inga samhällen i närheten. 